# Noturus munitus
Noturus munitus es una especie de peces de la familia Ictaluridae en el orden de los Siluriformes.

## Morfología
• Los machos pueden llegar alcanzar los 9,5 cm de longitud total.

## Distribución geográfica
Se encuentran en Norteamérica.